# Kirsten Hennix
Kirsten Hennix, född 1940 i Kastrup, är en dansk-svensk textilkonstnär.
Hennix studerade vid Kunsthantverkerskolen i Köpenhamn och vid Konstfackskolan samt Högre konstindustriella skolan i Stockholm. Separat har hon ställt ut ett trettiotal gånger bland annat på Malmö konsthall, Röhsska konstslöjdmuseet, Medelhavsmuseet i Stockholm, Athens Culturcenter i Grekland och Gudhjem museum på Bornholm. Bland hennes offentliga arbeten märks textilutsmyckning för daghem, skolor, sjukhus, banker och kyrkor. Hon blev första pristagare vid en tävling om utsmyckning för Bergaskolan i Eslöv. Hon var under 1990-talet och fram till pensioneringen 2005 verksam som lärare på textillinjen vid Östra Grevie folkhögskola och har utgivit ett par handböcker om textilarbete. Hennix är representerad vid Malmö museum och Kristianstads museum samt i ett flertal landsting och kommuner.